# سيفوتا (ثيسبروتيا)
سيفوتا (Σύβοτα) هي مدينة في ثيسبروتيا في مقاطعة كينتريكي إلادا في اليونان.